# 지하수위

지형학적 특징에 따라 지하수위가 달라지는것을 보여주는 단면도.

지하수위 또는 지하수면 또는 워터 테이블(영어: water table)은 포화지층 위 수면을 의미하는 용어이다.
지하수위는 수두(水頭)가 대기압과 일정하다. 지하수를 머금고 포화상태가 된 지표면 밑 성분들의 "표면"이라고 표현할 수 있다.

## 형성
지하수위는 강수나 증발산 등과 같은 계절적 변화에 따라 매우 다양하다. 비가 충분히 내리고 토양이 투과성이 있는 미개발 지역의 지하수위는 대체로 강쪽으로 경사져 있고 지하수를 방출하는 역할을 한다. 샘, 강, 호수, 오아시스는 지하수위가 지표면과 만날 때 생성된다.

## 변동

### 조석 변동
해발고도가 낮고 삼투성인 흙으로 이루어진 양도(洋島)에서는 민물이 섬의 측면에서 유입되는 더 밀도가 높은 바닷물에 밀려 렌즈(영어판 웅덩이 상부에 모이게 된다. 따라서 섬의 렌즈 웅덩이 민물 수위와 지하수위는 조석에 따라 높아지고 낮아진다.

### 계절적 변동
브리튼 제도나 캘리포니아와 같은 특정 지역은 겨울철 강수량이 종종 여름철보다 더 많다. 따라서 지하수위는 여름철에 더 낮다. 이러한 겨울과 여름 사이 지하수위 차이는 "간헐적 포화지층 (zone of intermittent saturation)"이라 불리는 지층 사이에서 계절에 따라 변동한다.

### 장기적 변동
화석수란 주로 사막에서 대수층에 오랜 세월간 남아있던 지하수를 의미한다. 화석수는 단순히 오늘날 강수로는 다시 메우는 것이 불가능하며, 추출시 그 지역의 지하수위에 영구적인 변동을 일으킨다.

## 작물 수확에 끼치는 영향

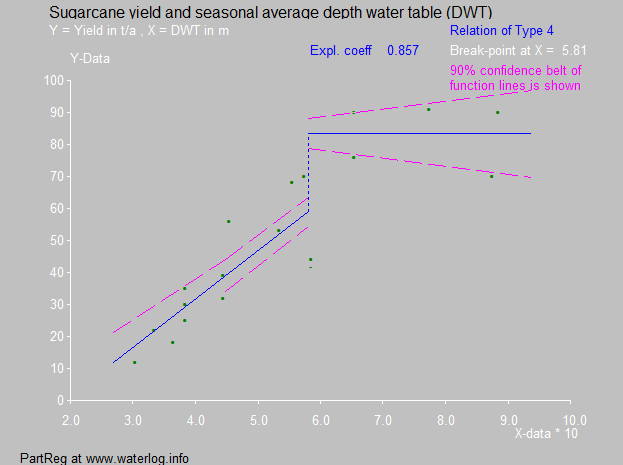
오스트레일리아의 지하수위 수심에 따른 사탕수수 수확량. 한계 깊이는 0.6 m이다.

지하수위가 얕을 경우 대부분 농작물은 수확량이 줄어든다. 주요 농작물 분류는 다음과 같다.
| 농작물과 위치            | 지하수위 깊이 내성 (cm) | 분류             | 설명                                                |
| ------------------------ | ----------------------- | ---------------- | --------------------------------------------------- |
| 밀, 이집트 나일강 삼각주 | 45                      | 내성이 매우 강함 | 얕은 지하수위에서도 견딜 수 있다.                   |
| 사탕수수, 오스트레일리아 | 60                      | 내성이 있음      | 지하수위는 60 cm보다 더 깊어야 한다.                |
| 바나나, 수리남           | 70                      | 약간 민감함      | 지하수위가 70 cm보다 얕을 경우 수확량이 줄어든다.   |
| 목화, 나일강 삼각주      | 90                      | 민감함           | 목화는 건조한 땅에서 자라며 지하수위는 깊어야 한다. |

## 같이 보기
- 수문지질학
- 지하수함양